# Jesse Speight

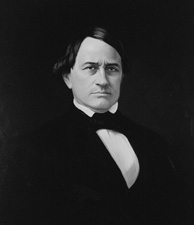
Jesse Speight

Jesse Speight (* 22. September 1795 im Greene County, North Carolina; † 1. Mai 1847 in Columbus, Mississippi) war ein US-amerikanischer Politiker, der beiden Kammern des Kongresses angehörte.
Speight wuchs in North Carolina auf. Dort begann auch seine politische Laufbahn, als er 1820 ins Repräsentantenhaus des Bundesstaates gewählt wurde, dessen Sprecher er auch war. Von 1823 bis 1827 gehörte er später dem Senat von North Carolina an.
1828 bewarb er sich für die Demokraten um einen Sitz im US-Repräsentantenhaus und war damit erfolgreich. Speight wurde von den Wählern des vierten Kongresswahlbezirks danach noch dreimal bestätigt, ehe er nach achtjähriger Amtsdauer im Jahr 1836 nicht mehr kandidierte.
Wenig später zog Speight nach Plymouth (Lowndes County) im Bundesstaat Mississippi. Auch dort blieb er politisch aktiv und wurde 1841 in den Staatssenat gewählt, in dem er bis 1844 verblieb. Von 1842 bis 1843 war er Präsident des Senats und damit faktisch Vizegouverneur. Schließlich kehrte er nach erfolgreicher Wahl im Jahr 1845 als US-Senator in den Kongress zurück, wo er den Vorsitz zweier Ausschüsse innehatte. Jesse Speight starb jedoch noch während seiner Amtszeit im Mai 1847 in Columbus, wo er auch beigesetzt wurde.